# 曾格瓦尔科尼
曾格瓦尔科尼，是匈牙利巴兰尼亚州所辖的一个村。总面积16.71平方公里，总人口417，人口密度25.0人/平方公里（2011年1月1日）。